# Театр Менестрелей
«Театр Менестрелей» — российская рок-группа, созданная в Ростове-на-Дону в 1984 году. Одна из наиболее значимых рок-групп донского рока 80-х годов.

## История группы
Группа «Театр Менестрелей» была создана в 1984 году студентами РИИЖТ Алексеем Золотухиным (гитара, вокал), Борисом Бодаком (барабаны, вокал), Андреем Агарковым (бас).
В 1999 году Алексей Золотухин туристом уехал в Ирландию и попросил убежища. На жизнь зарабатывает дизайном, работая в собственной компании Baltic Graphic. В Дублине Золотухиным были записаны два альбома, «На-посошок» (2003) и «Дом возле океана» (2007). В Корке Золотухиным был записан альбом «Возвращение» (2012).

## Альбомы
- 1985 — «Театр Менестрелей» (записан в Ростове-на-Дону)
- 1986 — «Под знаком Тельца» (записан в Ростове-на-Дону)
- 1987 — «Блюз городских окраин» (записан в Ростове-на-Дону)
- 1987 — «Равняйсь, смирно!» (записан в Ростове-на-Дону)
- 1988 — «Пурга» (записан в Ростове-на-Дону)
- 2003 — «На-посошок» (записан в Дублине)
- 2007 — «Дом возле океана» (записан в Дублине)
- 2012 — «Возвращение» (записан в Корке)